# Valère Novarina
Valère Novarina  (Chêne-Bougeries, 4 de mayo de 1942) es un escritor, dramaturgo, director, pintor y fotógrafo franco-suizo que nació en las afueras de  Ginebra.

## Biografía
Su madre, Manon Trolliet, fue actriz y su padre, Maurice Novarina, arquitecto. Pasó su infancia y adolescencia en Thonon, en la parte francesa del lago Léman/Ginebra. Estudió filosofía y filología en la Sorbona de París, enfocando sus estudios a Dante Alighieri y Antonin Artaud, el teórico del teatro. En estos años conoció a Roger Blin, Marcel Maréchal, Jean-Noël y Vuarnet. Quería convertirse en actor, aunque lo dejó correr y empezó a escribir. Paralelamente a su vertiente de escritor, desarrolló una actividad gráfica y pictórica: diseños de personajes y pinturas de paisajes y de escenografías, e incluso produjo obras teatrales. 
Su primera obra teatral, La Atelier Volando, fue dirigida por Jean-Pierre Sarrazac en 1974. Marcel Marechal le encargó una adaptación libre de las dos obras de Shakespeare sobre Henry IV. De este encargo nace Falstaff, que presentaron al Teatro Nacional de Marsella en 1976. Su obra incluye teatro utópico, novelas-diálogo, monólogos de varias voces, poesías escénicas y obras “teoréticas”, que exploran el cuerpo del actor o el espacio y la palabra y la intersección de estos conceptos. Carta a los actores es un ejemplo de la última categoría. Difícil de lograr y de actuar, el lenguaje aparece como una figura de la materia.
Sus obras han sido traducidas al alemán, al inglés, al catalán, al español, al italiano, al portugués, al ruso, al rumano y al sueco. ha dirigido unas cuantas de sus obras: La Drama de la vía, Vous quién habitez le tiempo, Je suis, La Chair de la homme, Le Jardin de reconnaissance, Lo Origino rouge, La Scène, La Espace furieux, El Acto Inconnu. Pintó grandes telones para cada uno de estos espectáculos.

## Obras
- L'Atelier volant (1974), obra teatral.
- Falstafe (1976), éd. Ch. Bourgois, pièce de théâtre d'après Enrique IV de Shakespeare, rééd. P.O.L., 2008, pièce reprise au Théâtre national de Chaillot.
- Le Babil des classes dangereuses (1978), éd. Ch. Bourgois (rééd. 2011), roman théâtral.
- La Lutte des morts (1979), éd. Ch. Bourgois, roman théâtral.
- Lettre aux acteurs (1979), éd. l'Énergumène.
- Le Drame de la vie (1984), éd. P.O.L, rééd. Poésie/Gallimard, 2003, pièce de théâtre, créée au festival d'Avignon, reprise au festival d'automne à Paris ; Le Drame de la vie - fragment, créée au Théâtre Nanterre-Amandiers.
- Le Monologue d'Adramelech (1985), pièce de théâtre, créée au festival d'Avignon, reprise au festival d'automne à Paris.
- Cent dessins (1986).
- Pour Louis de Funès (1986).
- Le Discours aux animaux (1987), pièce de théâtre, créée au festival d'Avignon, reprise au festival d'automne à Paris.
- Théâtre (1989), ce volume réunit les cinq premiers textes publiés par Valère Novarina et qui étaient épuisés : L'Atelier volant, Le Babil des classes dangereuses, Le Monologue d'Adramélech, La Lutte des morts, Falstafe.
- Le Théâtre des paroles (1989) (rééd. 2009).
- Vous qui habitez le temps (1989), pièce de théâtre, créée au festival d'Avignon, repris au festival d'automne à Paris.
- Pendant la matière (1991).
- Je suis (1991), pièce de théâtre créée au théâtre de la Bastille dans le cadre du festival d'automne à Paris.
- L'Animal du temps (1993), adaptation théâtrale.
- L'Inquiétude (1993), adaptation théâtrale, créée au festival d'Avignon, repris au festival d'automne à Paris.
- Le Feu (1994), écrit avec Thérèse Joly.
- La Loterie Pierrot (1995).
- La Chair de l'homme (1995), pièce de théâtre, créée au festival d'Avignon.
- Le Repas (1996).
- Le Jardin de reconnaissance (1997), pièce de théâtre, créée au théâtre de l'Athénée à Paris.
- L'Espace furieux (1997), inscrit au répertoire de la Comédie-Française.
- L'Avant-dernier des hommes (1997).
- L'Opérette imaginaire (1998).
- Devant la parole (1999).
- L'Origine rouge (2000), pièce de théâtre, créée au festival d'Avignon.
- L'Équilibre de la croix (2003).
- La Scène (2003), pièce de théâtre, créée pour le Festival de Avignon et pour le théâtre Vidy-Lausanne.
- Lumières du corps (2006), Recueil d'aphorismes sur le théâtre, éd. P.O.L.
- L'Acte Inconnu (2007), pièce de théâtre, créée pour le Festival de Avignon (cour d'honneur).
- Le Monologue d'Adramélech (2009), éd. P.O.L.
- L'Envers de l'esprit (2009), éd. P.O.L.
- Le Vrai sang (2010), création (mise en scène de l'auteur) à l' Théâtre de l'Odéon,[2] París, janvier 2011, éd. P.O.L, 2011
- Je, tu, il  (2012), Éditions Arfuyen.
- La Quatrième Personne du singulier, éd. P.O.L, (2012).
- Jean Dubuffet, Valère Novarina, Personne n’est à l’intérieur de rien (Correspondance, 1978-1985), L’Atelier contemporain, (2014).
- Le Vivier des noms, éd. P.O.L, (2015).

### Discos
- Journal du drame, Lecture, 1981, Le Bleu du ciel, Coutras, 2009.
- Le Vrai sang, Héros-Limite, Genève, 2006.